# Pakel (Sukapura)
Pakel is een bestuurslaag in het regentschap Probolinggo van de provincie Oost-Java, Indonesië. Pakel telt 1711 inwoners (volkstelling 2010).